# خدرنق بسيط
خدرنق بسيط (الاسم العلمي: Cheiracanthium simplex) هو نوع من العناكب يتبع جنس الخدرنق من الفصيلة العناكب الكيسية.